# Прапор Тлумацького району
Пра́пор Тлу́мацького райо́ну — офіційний символ Тлумацького району Івано-Франківської області, затверджений 30 травня 2001 року рішенням сесії Тлумацької районної ради.

## Опис
Прапор являє собою прямокутне полотнище зі співвідношенням сторін 2:3, яке складається із трьох рівних горизонтальних смуг синього, зеленого та жовтого кольорів. На верхній синій смузі біля древка розміщена жовта семипроменева зірка.